# Dewi Lake
Pour les articles homonymes, voir Lake.
Pas d'image ? Cliquez ici

a Compétitions nationales et continentales officielles uniquement.

b Matchs officiels uniquement.
Dernière mise à jour le 30 janvier 2024.
Dewi Lake, né le 16 mai 1999 à Bridgend (pays de Galles), est un joueur international gallois de rugby à XV évoluant au poste de talonneur. Il joue en United Rugby Championship au sein de la franchise régionale des Ospreys depuis 2018.

## Biographie

### Jeunesse et formation
Dewi Lake naît à Bridgend. Il pratique la gymnastique et représente le pays de Galles vers ses dix ans mais aussi le Royaume-Uni,,.
Parallèlement, il joue au rugby à XV et commence ce sport au sein de l'équipe des Valley Ravens, une entente basée à Bridgend entre les clubs de Nantymoel, Ogmore Vale et Pontycymer. Par la suite, il évolue avec Bridgend Sports, Nantyffyllon, Ogmore Vale, Bridgend RFC, Swansea RFC, Neath RFC puis rejoint les Ospreys et son Academy (centre de formation) à partir des catégories des moins de 18 ans,. Durant sa jeunesse, il est formé en tant que troisième ligne avant d'être déplacé définitivement au poste de talonneur à partir de 2018,. Il dispute son premier match à ce poste avec le club de Skewen RFC.
Côté études, il est scolarisé au sein de la Brynteg Comprehensive School (en).
Dewi Lake est tout d'abord retenu par l'équipe du pays de Galles des moins de 20 ans pour participer au Tournoi des Six Nations des moins de 20 ans 2018. Il dispute trois rencontres dont une en tant que titulaire durant cette édition.

### Début de carrière (2018-2021)
Dewi Lake fait ses débuts professionnels avec les Ospreys en avril 2018 lors de la dix-septième journée du Pro14 contre les Zebre à l'âge de dix-huit ans. En fin de saison, il est sélectionné pour disputer le Championnat du monde junior 2018, où il joue cinq rencontres dont deux en tant que titulaire.
Par la suite, il est appelé pour participer au Tournoi des Six Nations des moins de 20 ans 2019. Durant la compétition, il est titulaire lors des cinq rencontres et obtient le capitanat à la suite de la blessure de Tommy Reffell lors de la première journée,. L'été suivant, il est également de nouveau sélectionné pour l'édition 2019 du championnat du monde junior où il conserve son statut de capitaine de la jeune sélection galloise. Il participe aux cinq rencontres de la compétition, dont notamment à la seconde victoire de l'histoire de son pays contre les Baby Blacks à ce niveau, et inscrit deux essais.
En décembre 2019, il dispute son deuxième match avec les Ospreys lors de ses débuts en Coupe d'Europe face au Racing 92. Il dispute deux autres rencontres avant d'être appelé pour s'entraîner avec l'équipe du pays de Galles en janvier, puis il est officiellement sélectionné dans le groupe à l'occasion de la deuxième journée du Tournoi des Six Nations 2020. Cependant, il ne connaît pas sa première cape à l'occasion. Au total, il dispute cinq matchs en tant que remplaçant lors de cette saison.
Durant la saison suivante, il gagne en temps de jeu et connaît ses premières titularisations, au nombre de quatre pour dix matchs joués, il inscrit notamment ses deux premiers essais professionnels en Pro14 contre le Munster puis le Benetton Trévise où il marque l'essai de la victoire en fin de rencontre,. En mars 2021, il signe une prolongation de contrat de deux ans avec les Ospreys. Le mois suivant, il subit une blessure à la cheville le forçant à être éloigné des terrains durant une longue période.

### Premières sélections internationales (2022-2023)
Lors de la saison 2021-2022, il fait son retour sur les terrains qu'à partir du mois de janvier et dispute quatre rencontres avec les Ospreys. Le même mois, il est retenu pour la seconde fois avec l'équipe du pays de Galles afin de participer au Tournoi des Six Nations 2022. Il dispute les cinq rencontres de la compétition, dont sa première cape contre l'Irlande, et connaît sa première titularisation dans le Tournoi, ainsi qu'en équipe nationale, lors de la dernière journée, où il inscrit également son premier essai, durant la défaite historique de son équipe à domicile contre l'Italie,. Avec sa province, il s'impose comme le talonneur titulaire après son retour du Tournoi en disputant cinq rencontres et inscrivant trois essais. Au mois de juin suivant, il est retenu pour la tournée estivale contre l'Afrique du Sud. Il est le talonneur remplaçant lors de cette tournée, disputant les trois rencontres tout en inscrivant son deuxième essai international, et fait partie de cette équipe galloise qui s'impose pour la première fois en Afrique du Sud lors du deuxième test. 
En octobre 2022, il est de nouveau appelé par le sélectionneur du pays de Galles, Wayne Pivac. Cependant, quelques jours plus tard, il se blesse à l'épaule lors d'une rencontre d'United Rugby Championship face aux Dragons et est contraint de déclarer forfait pour la tournée automnale. Il fait son retour début janvier en inscrivant un essai contre Cardiff Rugby. Le 17 janvier, le nouveau sélectionneur du XV du Poireau, Warren Gatland, le convoque pour le Tournoi des Six Nations 2023. Toutefois, trois jours plus tard il se blesse de nouveau contre les Leicester Tigers en Champions Cup, dans un match où il inscrit notamment son premier essai dans la compétition, touché au genou il est contraint de déclarer forfait pour le Tournoi des Six Nations. Il fait son retour à la compétition fin mars avec les Ospreys et marque trois essais en quatre rencontres. Durant cette saison, il dispute quatorze matchs et inscrit six essais en six titularisations seulement. Au mois d'avril, il signe une nouvelle prolongation de contrat avec sa province. En mai suivant, Warren Gatland le convoque dans une pré-liste de 54 joueurs pour préparer la Coupe du monde 2023.

### Co-capitaine du XV du Poireau (depuis 2023)
En août 2023, il est retenu sur la feuille de match en tant que capitaine, pour la première fois avec le pays de Galles, lors du deuxième test match de préparation à la Coupe du monde face à l'Angleterre. Cependant, lors de la rencontre il est forcé de sortir du terrain avant la demi-heure de jeu à la suite d'une blessure au genou. Finalement, il fait partie du groupe final amené à disputer la Coupe du monde et il est nommé co-capitaine de la sélection avec Jac Morgan. Lors de la première journée de la phase de poule face aux Fidji, il n'est pas aligné par Warren Gatland qui estime qu'il n'a pas eu autant de temps d'entrainement par rapport à Ryan Elias et Elliot Dee qui sont alignés pour ce match. Il fait son retour pour la deuxième journée face au Portugal où il est nommé titulaire et capitaine, pendant le match il inscrit un essai lors de la victoire 28-8 des siens. Pour le troisième match contre l'Australie, il n'est pas retenu par le sélectionneur gallois qui lui préfère une nouvelle fois les deux autres talonneurs et explique que Lake est en manque de temps de jeu pour jouer ce match, ce dernier est alors déçu de ne pas disputer cette rencontre. Cependant, pour le dernier match de poule, il est de nouveau titularisé et capitaine contre la Géorgie. Le XV du Poireau se qualifie pour les quarts de finale, il est placé sur le banc des remplaçants pour ce match et entre à la mi-temps mais ne peut empêcher l'élimination de son équipe 29-17 par l'Argentine. Quelques jours après cette élimination, il est de nouveau retenu dans le groupe gallois pour affronter les Barbarians lors d'une rencontre non-officielle prévue début novembre suivant. Durant cette rencontre, il inscrit un essai et contribue à la victoire 49-26 de son équipe. 
De retour avec les Ospreys, il est notamment l'auteur d'une performance exceptionnelle en décembre lorsqu'il inscrit un quadruplé lors de la première journée de la Challenge Cup contre le Benetton Trévise, contribuant à la victoire 43 à 34 des siens. Depuis quinze ans, aucun joueur des quatre équipes galloises n'a réalisé cet exploit depuis Tommy Bowe pour les Ospreys contre le même adversaire. Par la suite, pour la troisième journée de la compétition, il est titularisé pour la première fois en professionnel en troisième ligne aile contre l'USA Perpignan à la suite de plusieurs blessures à ce poste. Cependant, il se blesse aux ischio-jambiers au bout de seulement cinq minutes et est forcé de sortir. Cette blessure le rend forfait pour l'intégralité du Tournoi des Six Nations 2024,. 

## Statistiques

### Statistiques en équipe nationale
Dewi Lake compte 21 capes en équipe du Pays de Galles, dont 11 en tant que titulaire, depuis sa première sélection le 5 février 2022 face à l'Irlande. Il inscrit 35 points, 7 essais.
Il participe à une édition de la Coupe du monde en 2023, il dispute trois matchs, deux en tant que titulaire et inscrit un essai.

## Palmarès
Néant

### En équipe nationale
Néant

#### Tournoi des Six Nations
| Édition          | Rang | Résultats Pays de Galles | Résultats Lake | Matchs Lake |
| ---------------- | ---- | ------------------------ | -------------- | ----------- |
| Six Nations 2022 | 5e   | 1 v, 0 n, 4 d            | 1 v, 0 n, 4 d  | 5/5         |

Légende : v = victoire ; n = match nul ; d = défaite ; la ligne est en gras quand il y a Grand Chelem.